# Molluscum contagiosum
Molluscum contagiosum је вирус из групе ДНК Pox вируса, изразито епидермотропан. Ови вируси поседују биконкавно језгро окружено протеинском мембраном са два латерална тела. Геном чини линеарна дволанчана ДНК. Репликација се врши у цитоплазми, а ћелију напуштају лизом или пупљењем.

## Пут преношења
До инфекције долази директним контактом са инфицираном особом или преко одеће и предмета за личну хигијену. Инкубација може трајати од неколико дана до неколико месеци. Најчешће се јавља код деце предшколског и школског узраста, ретко пре прве године живота и код особа на имуносупресивној терапији.

## Патолошки (медицински) значај
Изазива бенигно обољење коже. Најчешће су промене локализоване на кожи лица, гениталијама и прегибима, а испољавају се као појединачне или груписане полулоптасте творевине нежног перластог изгледа са дискретним удубљењем у центру. Најчешће су асимптоматске, мада у случају секундарне бактеријске инфекције јако сврбе, а чешањем се обично промене даље расејавају (аутоинокулација). Најчешће се то дешава код деце атопичара (тзв. Eczema molluscatum).

## Дијагноза
За постављање дијагнозе је сасвим довољан изглед и локализација промена као и то да се притиском на промене истискује беличаста сираста маса. Могуће је наравно микроскопски доказати многобројна молускум телашца која су заправо вирусом трансформисане ћелије епидерма. Доказивање се ради имунофлоресценцијом, ЕМ, серолошки реакцијама: РИХ, РИА, ЕЛИСА тест.

## Лечење
Могућа је спонтана регресија (после 6 месеци), али и расејавање постојећих промена. Најбољи резултати се постижу механичким уклањањем промена: иглом, скалпелом, киретом, а затим настале ерозије премазати јодом. Може се применити и криотерапија, терапија радио-таласима. Криотерапија се обично састоји од смрзавања оболелих ћелија спрејом компресованог течниг азота. Након завршетка терапије потребне су контроле због могуће појаве нових промена.
У последње време доступни су нови терапијски модалитети који подразумевају стимулацију имуног одговора и убрзавање излечења. Препарати који се користе за ову намену обично садрже калијум-хидроксид (каустична сода), нпр. Инфектодел (лат. Infectodell).